# Бомбомет (морски)
Бомбомет e устройство на съд за изстрелване на дълбочинни бомби.
Морският (корабен /катерен) бомбомет е огнево средство на надводни съдове за стрелба с дълбочинни бомби (с цел борба с подводници и противоторпедна отбрана).
Бомбометите биват механични (щокови или щочни, често неправилно отъждествявани с бомбохвърляч) и газодинамични (артилерийски/безщокови/безщочни и реактивни).